# Ralph Dawson
Ralph Dawson est un monteur, réalisateur et scénariste américain, né le 18 avril 1897 à Westborough, dans le Massachusetts, et mort le 15 novembre 1962 à Hollywood (États-Unis).

## Filmographie

### Comme monteur
- 1925 : Lady of the Night
- 1927 : Coquin de briquet (If I Were Single) de Roy Del Ruth
- 1928 : Beware of Married Men
- 1928 : Tenderloin
- 1928 : Five and Ten Cent Annie
- 1928 : Caught in the Fog
- 1928 : Black Butterflies de James W. Horne
- 1928 : Le Fou chantant (The Singing Fool) de Lloyd Bacon
- 1928 : Beware of Bachelors
- 1929 : Le Chant du désert (The Desert Song)
- 1929 : Stark Mad
- 1930 : Sous le ciel du Texas (Under a Texas Moon)
- 1930 : Big Boy (en) d'Alan Crosland
- 1930 : Outward Bound
- 1931 : Mon passé (My Past) de Roy Del Ruth
- 1931 : Le Génie fou (The Mad Genius)
- 1931 : Blonde Crazy
- 1931 : Her Majesty, Love
- 1932 : High Pressure
- 1932 : Jewel Robbery
- 1932 : Voyage sans retour (One Way Passage)
- 1933 : Girl Missing
- 1933 : La Soie écarlate (en) (The Silk Express) de Ray Enright
- 1934 : L'Oiseau de feu (The Firebird) de William Dieterle
- 1934 : Something Always Happens
- 1934 : Un soir en scène (Sweet Adeline)
- 1935 : Le Songe d'une nuit d'été (A Midsummer Night's Dream)
- 1935 : Dr. Socrates (en)
- 1936 : La Vie de Louis Pasteur (The Story of Louis Pasteur)
- 1936 : Anthony Adverse, marchand d'esclaves (Anthony Adverse)
- 1936 : Three Men on a Horse
- 1937 : Le Prince et le Pauvre (The Prince and the Pauper)
- 1937 : La Tornade (Another Dawn)
- 1937 : First Lady
- 1938 : Les Aventures de Robin des Bois (The Adventures of Robin Hood)
- 1938 : Rêves de jeunesse (Four Daughters)
- 1938 : La Patrouille de l'aube (The Dawn Patrol)
- 1939 : Le Printemps de la vie (Yes, My Darling Daughter) de William Keighley
- 1939 : Daughters Courageous
- 1939 : Agent double (Espionage Agent)
- 1939 : Quatre Jeunes Femmes (Four Wives) de Michael Curtiz
- 1940 : Voyage sans retour (Til We Meet Again)
- 1940 : Knute Rockne, All American
- 1941 : Femmes adorables (Four Mothers) de William Keighley
- 1941 : Le Grand Mensonge (The Great Lie)
- 1941 : L'Entraîneuse fatale (Manpower)
- 1942 : Crimes sans châtiment (Kings Row)
- 1942 : Larceny, Inc.
- 1942 : La Maison de mes rêves (George Washington Slept Here)
- 1944 : Les Aventures de Mark Twain (The Adventures of Mark Twain)
- 1944 : Femme aimée est toujours jolie (Mr. Skeffington)
- 1944 : Angoisse (Experiment Perilous)
- 1945 : Pavillon noir (The Spanish Main)
- 1945 : L'Intrigante de Saratoga (Saratoga Trunk)
- 1946 : Lady Luck (en)
- 1947 : Honeymoon
- 1947 : Le Crime de Madame Lexton (Ivy)
- 1947 : Et tournent les chevaux de bois (Ride the Pink Horse)
- 1948 : Ils étaient tous mes fils (All my Sons)
- 1948 : Rogues' Regiment
- 1948 : Le Droit de tuer (An Act of Murder)
- 1949 : Once More, My Darling
- 1949 : N'oubliez pas la formule (Free for All) de Charles Barton
- 1949 : Une balle dans le dos (Undertow) de William Castle
- 1950 : Peggy (en)
- 1950 : Deported
- 1950 : Harvey
- 1950 : Le Sous-marin mystérieux (Mystery Submarine)
- 1951 : Sealed Cargo
- 1952 : Une fille dans chaque port (A Girl in Every Port)
- 1952 : Les Indomptables (The Lusty Men)
- 1952 : Barbe-Noire le pirate (Blackbeard, the Pirate)
- 1953 : Aventure dans le Grand Nord (Island in the Sky)
- 1953 : Hondo, l'homme du désert (Hondo) de John Farrow
- 1954 : Écrit dans le ciel (The High and the Mighty)
- 1956 : Flight to Hong Kong
- 1956 : The Boss (en)

### Comme scénariste
- 1937 : The Schooner Gang
- 1938 : The Dance of Death
- 1950 : Soho Conspiracy

### Comme réalisateur
- 1929 : La Fille dans la cage de verre (The Girl in the Glass Cage)
- 1933 : The Bermondsey Kid
- 1934 : The Life of the Party

### Comme acteur
- 1935 : Skybound : Plainclothesman
- 1937 : The Schooner Gang